# NGC 1425
NGC 1425 é uma galáxia espiral (Sb) localizada na direcção da constelação de Fornax. Possui uma declinação de -29° 53' 39" e uma ascensão recta de 3 horas, 42 minutos e 11,5 segundos.
A galáxia NGC 1425 foi descoberta em 9 de Outubro de 1790 por William Herschel.